# 출마 연령
출마 연령은 선거에 출마할 수 있는 나이를 말한다.

## 세계의 출마 연령
- 대한민국 : 대통령 40세, 국회의원, 지방자치단체장 18세
- 일본 : 중의원 25세, 참의원 30세
- 조선민주주의인민공화국 : 최고인민회의 17세

## 같이 보기
- 피선거권
- 정치